# Kuusjoki kyrka
Kuusjoki kyrka (finska: Kuusjoen kirkko) är en luthersk träkyrka i Kuusjoki i Salo stad i det finländska landskapet Egentliga Finland. Kyrkan ägs av Salo församling och tidigare var den huvudkyrka till Kuusjoki församling. Kuusjoki kyrka färdigställdes år 1823 som ett bönehus för dåvarande Kuusjoki predikoförsamling. Kyrkan är en långhuskyrka utan torn, med lägre sidoskepp än huvudbyggnaden.
Den fristående klockstapeln av trä är från 1882. Kyrkan har 350 sittplatser. Nära kyrkan finns ett sockenmagasin från 1927.

## Historia och arkitektur
Kyrkoherden i Uskela församling, Gustaf Renvall, meddelade vid kyrkostämman i S:t Bertils den 27 oktober 1822 att domkapitlet i Åbo beviljat Kuusjokiborna bygglov för ett bönehus.
Materialet transporterades sannolikt under vintern till Kurkela by och byggarbetet utfördes sommaren 1823 under inspektor Johan Collin, ägare till  Paavola rusthåll i Kurkela. När byggandet gick långsamt övertogs ledningen av byggmästare Malin. Bönehuset fick höga väggar och lågt tak. Trots att byggnaden senare utvecklats till kyrka, är dess stomme fortfarande densamma som från början. Annars har byggnadens utseende förändrats mycket.
Kyrktaket var täckt med näver och störar, och väggarna var varken klädda eller målade. Små fönster liknade dem i bondstugor. Inredningen var mycket enkel: små bänkar, en svarvad altarring men ännu ingen altartavla. Enkla trappor ledde upp till predikstolen, som redan då stod på dess nuvarande plats. Bönehusets inventarier var få: en kollekthåv från 1824, en silverkalk från 1829, ett rött altartyg och en träljusstake.

### Bönehuset byggs till en kyrka
När Kuusjoki 1857 fick löfte om en egen prästtjänst, började man förbättra bönehuset.
Först skaffades en kyrkklocka på 263,5 kilo, gjuten 1858 vid Osberg och Badens klockgjuteri i Helsingfors. Klockan kostade 406 rubel och 43 kopek och finansierades genom insamling och pålagor från församlingsborna. Till en början hängde klockan i bönehusets förstugetak, varifrån ljudet inte nådde långt. Insamlingen och redovisningen av klockans kostnader blev långdragen och slutfördes först 1864.
På 1860-talet fick församlingen också en altartavla i gåva från Uskela, målad av Johan Georg Chiewitz och föreställande Kristi uppståndelse.
En fyrarmad ljuskrona skänktes av en okänd donator och en åttaarmad ljuskrona köptes 1870 från Iloniemi glasbruk i Kuusjoki genom att varje hushåll bidrog med tre kappar (ca 14 liter) havre.
En resenär från en konsthistorisk expedition beskrev 1885 kyrkan i Hufvudstadsbladet: en röd byggnad vid en väderkvarn, helt utan arkitektonisk utsmyckning, lik en bondgård förutom klockstapeln som avslöjade att det var en kyrka. Väggarna var omålade, och sakristian var avskild från norra korsarmen. Altartavlan av Chiewitz var enligt kritikern livligt tecknad men färgmässigt blek.

### Renoveringar
Kuusjoki fick sin första egna präst 1870, samma år som större renoveringsarbeten påbörjades. En sakristia byggdes 1870, en tillfälligt klockstapel restes vid vägen 1871, kyrkfönstren förnyades 1873, väggarna kläddes 1874 och ett nytt tak av näver och brädor byggdes 1877. 1872 skänkte bonden och riksdagsmannen Kustaa Paselius-Haali en mindre klocka till kyrkan. Den klockan, ursprungligen från 1725 och omgjuten i Stockholm 1749, kom från den rivna Salo kapellkyrka
Renoveringsarbetet var en tung börda för församlingsborna och kostnaderna hölls därför låga. Eftersom den tillfälliga klockstapeln ansågs både svag och ful, bestämdes 1880 att en ny skulle byggas efter modell från Uskela kyrka, utan att anlita någon arkitekt. Den nuvarande klockstapeln byggdes 1882 och samma år målades taket svart, väggarna röda och fönsteromfattningarna vita. 1883 byggdes ett trästaket runt kyrkan.

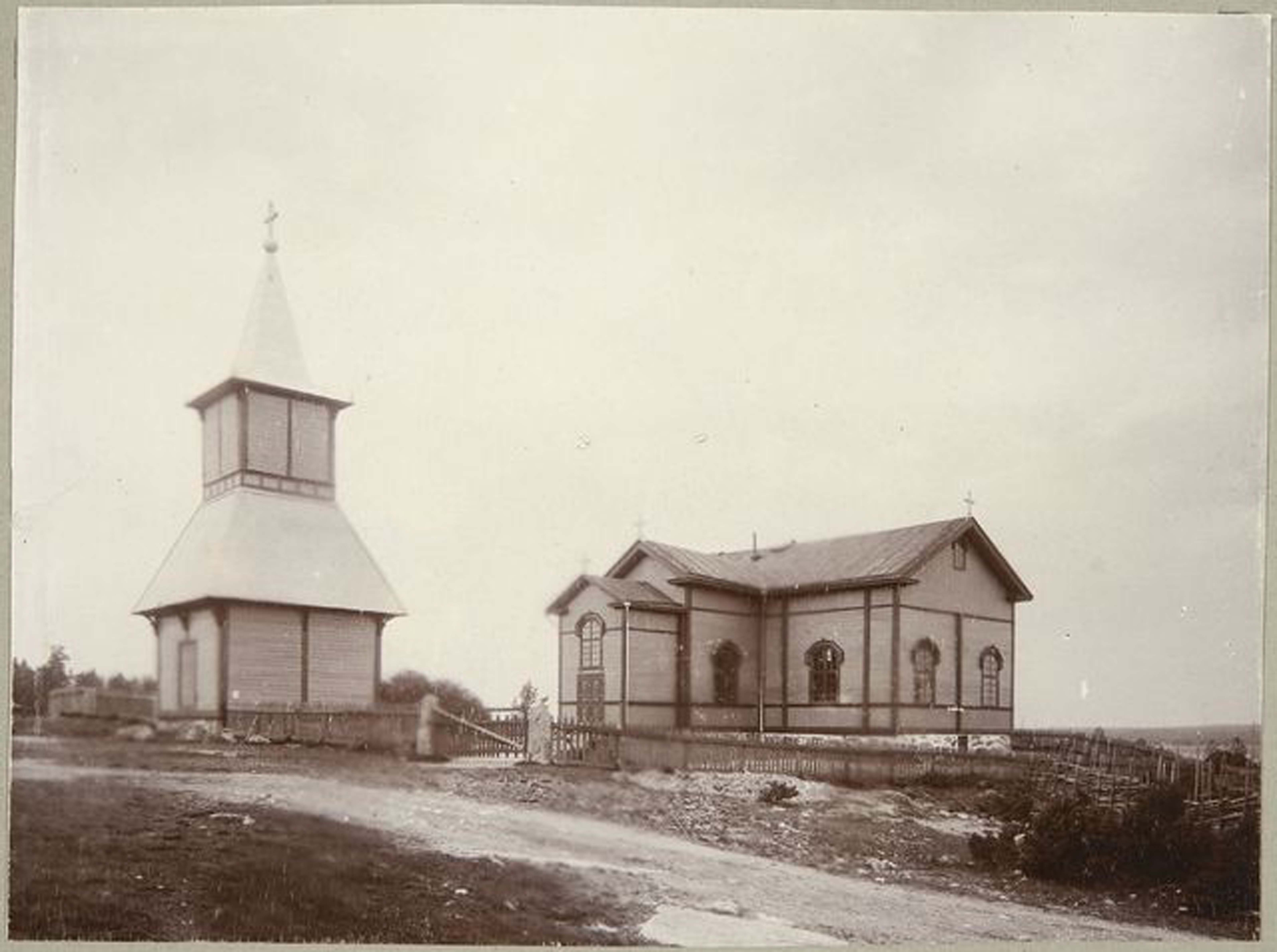
Kuusjoki kyrka år 1890.

1889 påbörjades omfattande invändiga arbeten: väggarna kläddes och målades ljusblå, golvet gjordes i betong och en kamin installerades i sakristian. 1892 installerades ytterligare två kaminer i kyrkorummet, och 1893 belades taket med asfaltpapp.
1897 leddes en större renovering av byggmästare A. Tapio: väggar och tak panelades och målades, nytt altare och predikstol byggdes, två läktare tillkom, och alla dörrar och fönster förnyades.
1902 omgärdades kyrkogården med en stenmur och 1909 tillkom den nya altartavlan målad av Alexandra Frosterus-Såltin, med motivet Kristi förklaring. En kyrkstall för 20 hästar byggdes 1912.